# سيمبيو فيتيكا
سيمبيو فيتيكا (بالإنجليزية: Simpiwe Vetyeka)‏ مواليد 24 ديسمبر 1980 في كيب الشرقية، جنوب أفريقيا، هو ملاكم محترف جنوب أفريقي يصنف ضمن فئة وزن الريشة.

## إحصائيات
خاض خلال مسيرته 31 نزالا، فاز في 28 وخسر في 3. فاز بالضربة القاضية في 17 نزالا.

## روابط خارجية
- سيمبيو فيتيكا على موقع بوكس ريك (الإنجليزية) (registration required)